# Петрографічний тип вугілля
Петрографічний тип вугілля (англ. petrographic coal type, нім. petrografischer Kohlentyp) –
- 1) Класифікаційна категорія для визначення різновидів вугілля, що характеризується певними макро- і мікроструктурами, мікрокомпонентним складом та різними фіз. і хім. властивостями. Т.в.п. складають шари, пачки, пласти вугілля. Комплекс зовнішніх та мікроструктурних ознак типів вугілля віддзеркалює умови накопичення та первинного перетворення рослинного матеріалу (Ю. А. Жемчужников, 1937).
- 2) Характеристика вугілля, яка визначається природою залишків рослинного матеріалу та умовами процесу його накопичення (Міжнародний тлумачний словник з петрології вугілля, 1963).
- 3) Парагенетичні асоціації мацералів, які складають шари товщиною від декількох см до 1 м і більше (І. Е. Вальц, Н. М. Крилова, І. Б. Волкова, 1982).

Термін Т.в.п. застосовується для асоціацій мацералів, які характеризуються в основному за ознаками природи рослин-вуглеутворювачів або умов відкладення. За природними ознаками рослин-вуглеутворювачів виділяють асоціації:
- а) за речовинним складом вітриніту, інертиніту, ліптиніту;
- б) за ботанічними, морфологічними ознаками.

Крім того, за умовами утворення розрізняють типи вугілля за відновлюваністю — відновлені і маловідновлені.
За умовами відкладення виділяють асоціації, які розрізняються за ступенем руйнування та розкладу структури тканини рослинного матеріалу.
Термін Т.в.п. застосовують також для будь-якої проби вугілля, напр., пластової. Т.в.п. розрізняють за макроскопічними ознаками (візуально) і за характеристиками мацералів та мікролітотипів (під мікроскопом). Приготування препаратів для дослідження і петрографічного аналізу виконується стандартними методами [ISO 7404 — 2 (3,4) — 84)]. Типи вугілля є основою декількох класифікацій вугілля.